# Andrew Still
Andrew Taylor Still (6 augustus 1828 - 12 december 1917) was een Amerikaans arts die wordt gezien als de grondlegger van de osteopathie. Hij was een van de oprichters van Baker University, de oudste universiteit in de staat Kansas, en was oprichter van de American School of Osteopathy (thans A.T. Still University), 's werelds eerste osteopatische school in Kirksville.